# Rândunică cu coadă albă
Rândunica cu coadă albă (Hirundo megaensis) este o specie de pasăre din familia Hirundinidae și este endemică în Oromia, Etiopia. Este denumită în mod obișnuit „Rândunica lui Benson” după ornitologul Constatine Walter Benson, care a numit specia.
Această mică pasăre este clasificată drept specie vulnerabilă de către Uniunea Internațională pentru Conservarea Naturii (IUCN), deoarece există o declinare progresivă a speciei care acum constă din mai puțin de 10.000 de indivizi adulți în întreaga lume. Este una dintre cele mai amenințate specii de păsări de schimbările climatice și se preconizează o reducere masivă a arealului în viitor.

## Descriere
Rândunica cu coadă albă este o pasăre mică care măsoară aproximativ 13 cm lungime. Este numită după burta sa albă distinctă, care merge de la gât până la coadă. Partea superioară a corpului păsării, inclusiv capul, aripile și spatele, este în mare parte albastră. Coada este ușor bifurcată.  Coada este format din pene scurte, albe și pene lungi și mai închise pe margini, numite rectrice, care sunt folosite pentru echilibru și o direcție mai mare în timpul zborului. 
Rândunica cu coadă albă este o pasăre care prezintă dimorfism sexual; colorația și lungimea cozii diferă între mascul și femelă. Masculii rândunelelor cu coadă albă au un penaj albastru și alb mai strălucitor decât femelele. Femelele sunt adesea descrise ca având un penaj mai șters, cu o colorație mai puțin vibrantă. Femelele tind să aibă mai mult penaj albastru-gri, în timp ce masculii au albastru-negru. Puii au un penaj mai mult maro și culori mai șterse.